# Evangeliario

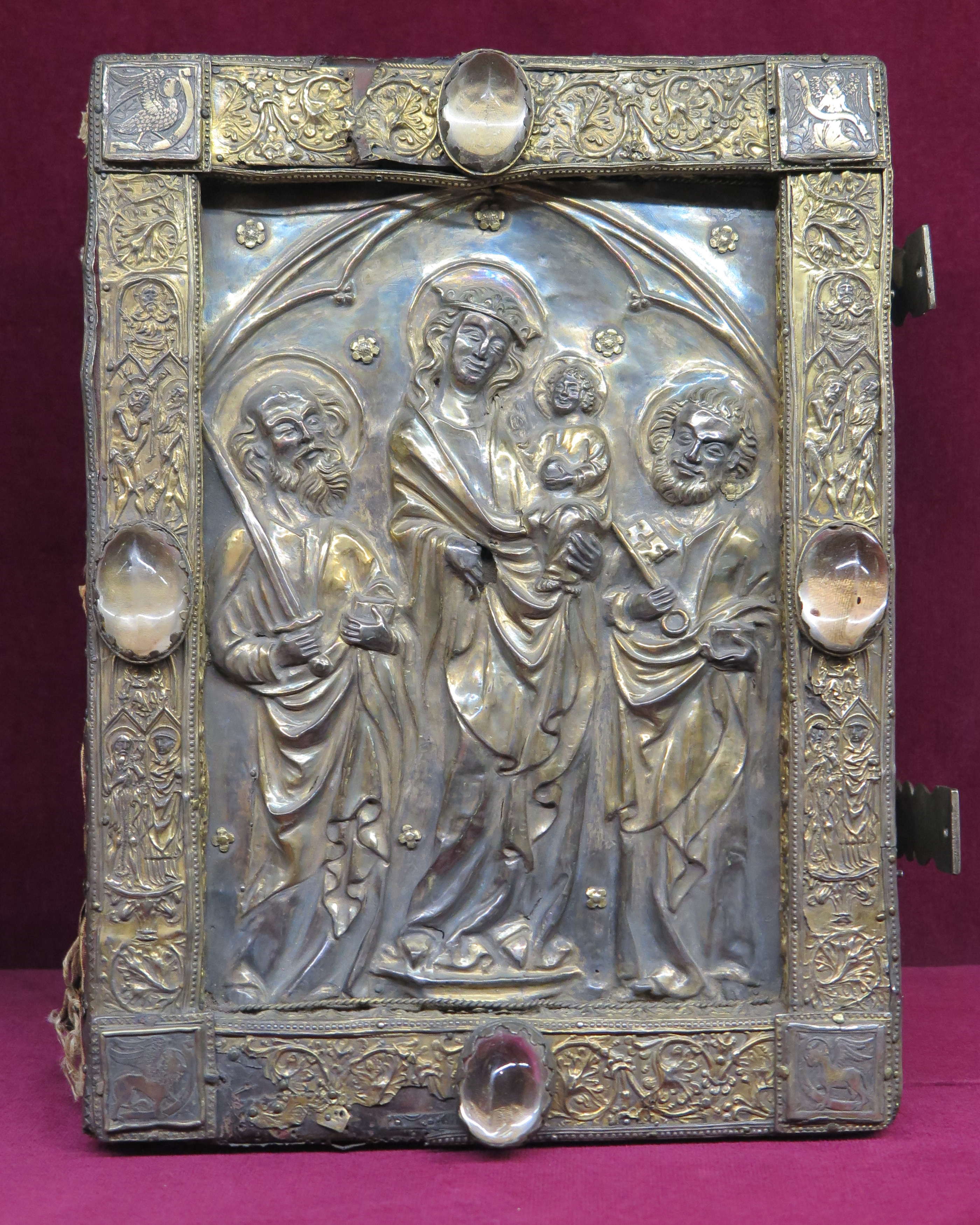
Evangeliario católico, de la Basílica de Nuestra Señora (Tongeren).

El evangeliario es el libro que recoge los textos de las lecturas evangélicas relativas a cada uno de los días del año dispuestas según el orden litúrgico.

## Características
El evangeliario es el libro en el que se leen los evangelios durante la celebración de la eucaristía y, por lo tanto, uno de los objetos litúrgicos principales empleados en la misa. Por lo general, está encuadernado con cubiertas ricamente decoradas, muchas veces con metales preciosos, incluso joyas, o ricas telas con bordados. En el siglo VI, nacen los leccionarios al realizarse libros para uso litúrgico con los textos de lecturas para cada día. Se incluían en ellos los textos del Antiguo y del Nuevo Testamento, pero las lecturas del Evangelio se colocaba aparte en libros llamados Evangeliarios. Hacia el siglo XI, los leccionarios comenzaron a desaparecer, pues se publicaron libros que contenían toda la misa, incluidas las lecturas.
Después de la reforma litúrgica solicitada por el Concilio Vaticano II y teniendo en cuenta el mayor realce que se da en ella a la lectura de los textos, se comenzaron a imprimir nuevamente los leccionarios y evangeliarios de manera que pudieran ser usados en procesión al inicio de la Santa Misa. Actualmente, el evangeliario se saca momentos antes de la celebración y se recoge a su finalización. Antes del comienzo de la misa se lleva en procesión y se entroniza en el centro del altar. Entonces, el celebrante besa el altar y el evangeliario. En otras liturgias, como el Te Deum, dicho libro es llevado en Procesión por un Diácono con o sin Canto del Aleluya, dependiendo si se celebra o no dentro o fuera del Tiempo de Cuaresma.

## Arte en los evangeliarios
A lo largo de la historia, los evangeliarios han sido valiosos objetos artísticos. En concreto, en ellos ha tenido especial manifestación el arte de la miniatura desarrollada principalmente en el periodo carolingio y románico. 

### Periodo carolingio

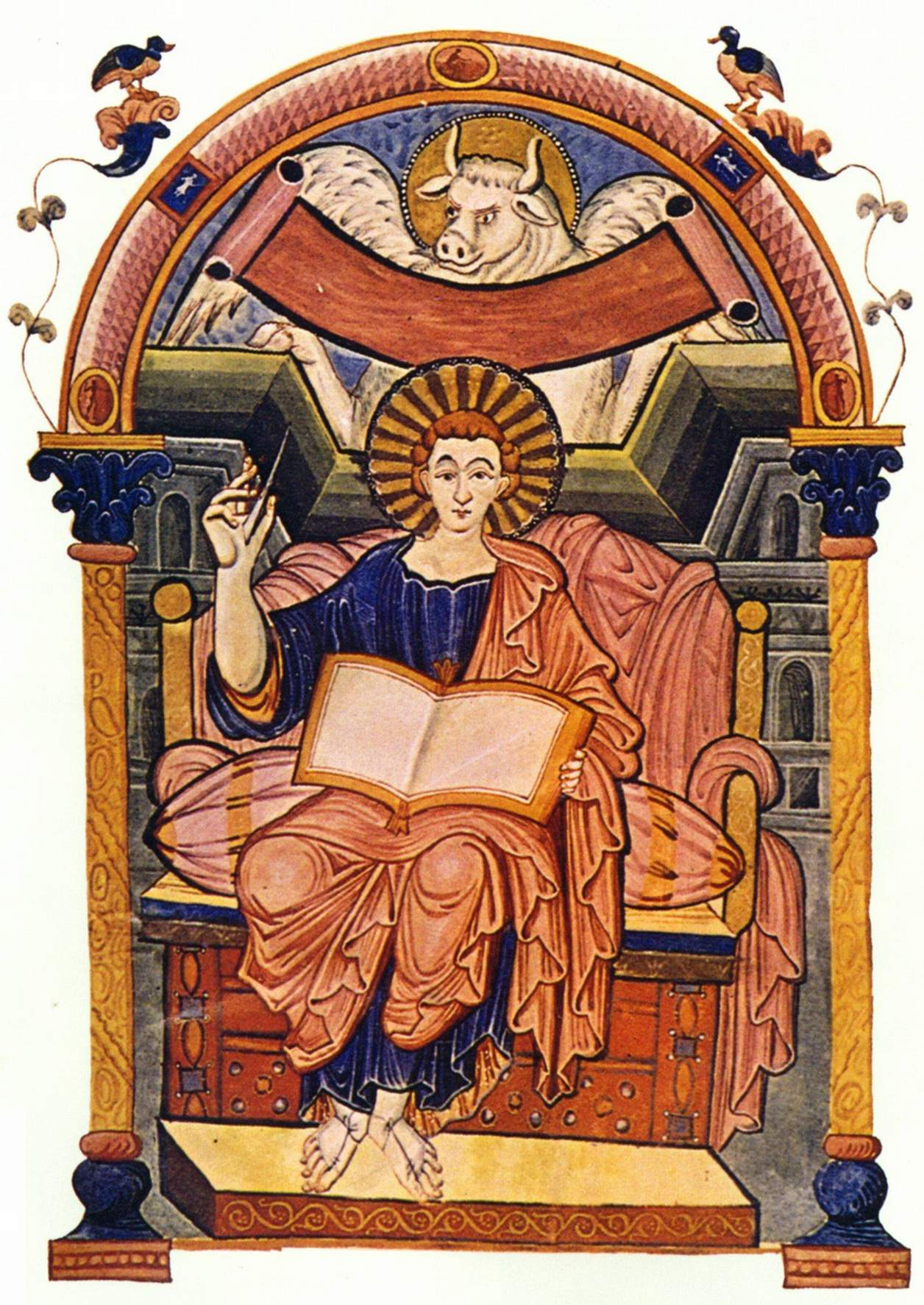
Miniatura de Evangeliario de Ada

Carlomagno creó cuatro grandes escuelas en las que se crearon verdaderas obras de arte en miniaturas sobre los libros litúrgicos. Entre los evangeliarios más destacados figuran:
- Escuela palatina, último cuarto del siglo VIII. Creada en la corte, ejemplificada en el Evangeliario de la Coronación (Viena), que según la tradición fue hallado por Otón III a los pies del cadáver de Carlomagno, cuando se abrió su sepulcro; y Evangeliario de San Medardo de Soissons (Biblioteca nacional de Francia).
- Escuela de Ada. Relacionada con la anterior, emplea abundantemente el oro y la plata. Destaca el Evangeliario de Godescalco (Godesscalc o Godescalc) que se conserva en la Biblioteca Nacional de Francia.
- Escuela de Tours, segundo tercio del siglo IX. Gira en torno a la figura de Alcuino, pariente de Carlomagno. Se siente influencia irlandesa. Una derivación de esta escuela es la escuela de corte de Carlos I el Calvo, del último tercio del s. IX, con ejemplares como el Evangeliario de San Emerano de Ratisbona.
- Escuela de Reims, primer cuarto del siglo IX. Marca la evolución hacia el románico. Destaca el Evangeliario de Ebo (Bibl. de Épernay).
- Otras escuelas. Relacionadas con la escuela de Reims están las de Saint Denis, Metz y Fulda, que se relacionan con las obras otonianas del siglo X.

### Período otoniano
El estilo otoniano se vio influido no solo por la tradición carolingia sino también por el arte bizantino. Destaca la escuela de Reichenau, a la que se debe el Evangeliario de Otón III. También cabe mencionar los Evangelios de Egmond, del siglo ix, que es el manuscrito superviviente más antiguo que muestra escenas con holandeses.

### Románico
Durante el Románico la producción de libros aumentó enormemente , experimentando gran número de variaciones sobre todo entre los libros de contenido religioso. En lugar destacado se encontraban los libros litúrgicos, ocupando una posición principal por su lujosa decoración el evangeliario. De este estilo es el evangeliario de Enrique el León, manuscrito realizado entre 1175 y el 1188 por encargo del duque Enrique, príncipe de los antiguos reinos de Sajonia y Baviera. El libro se realizó en el convento de Helmarshausen para ser consagrado a la virgen María de la catedral de Brunswick. Sus monjes utilizaron 226 hojas de pergamino para confeccionarlo.